# A1 (motorväg, Marocko)
A1 är en motorväg i Marocko som förbinder Rabat, Casablanca och Safi. Motorvägen är en del av den planerade transmaghrebmotorvägen som ska binda samman Maghrebs huvudstäder, från Tripoli till Nouakchott.
Vägen tar sin början vid sportkomplexet Moulay Abdellah i Rabat och fortsätter sedan förbi Témara, Skhirat, Bouznika och Mohammedia. Därefter viker den av söderut och går söder om Casablanca, utanför tätbebyggt område, i vad som kallas Rocade Sud (Förbifart Syd). Den passerar samhällena Tit Mellil och Médiouna innan den når motorväg A3 i Bouskoura. Motorvägen fortsätter sedan via Had Soualem, Lbir Jdid och Tnine Chtouka till El Jadida. Mellan Mohammedia och A3 finns flera infartsmöjligheter till Casablanca.
Vägen var Marockos första motorvägsbygge och började planeras 1969. Bygget startade 1975 och pågick sedan i omgångar, och öppnades från västra Casablanca till Rabat 1987. Sträckan genom Casablanca degraderades 1994. Fortsättningen mellan Mohammedia och A3 öppnades 2003, delen till Had Soualem öppnades den 19 februari 2004, Tnine Chtouka den 30 juni 2005, El Jadida den 4 november 2006 och Safi den 4 augusti 2016. Sträckan Rabat–Casablanca är den mest trafikerade av samtliga motorvägar i Marocko. En utbyggnad till tre körfält per riktning invigdes 2012.
Fram till 1991 var det gratis att färdas på vägen. Sedan dess har emellertid betalstationer satts upp vid trafikplatserna Skhirat, Bouznika, Mohammedia Est och Tit Mellil samt väster om A3 och på vissa av- och påfarter.

## Trafikplatser
|  | Nr | Namn | Skyltning                                                  |
|  | -- | ---- | ---------------------------------------------------------- |
|  |    |      | Hay Riad                                                   |
|  |    |      | Temara                                                     |
|  |    |      | Aïn Atiq                                                   |
|  |    |      | A5 Fès, Tanger                                             |
|  |    |      | Skhirat                                                    |
|  |    |      | Oued Cherrat                                               |
|  |    |      | Bouznika, Ben Slimane                                      |
|  |    |      | Mohammedia östra                                           |
|  |    |      | Beni Yekhlef                                               |
|  |    |      | Mohammedia västra                                          |
|  |    |      | Casablanca (al-tariq al-sarie al-hadariu lil-Dar al-Bayda) |
|  |    |      | Tit Mellil                                                 |
|  |    |      | Casablanca Port                                            |
|  |    |      | Casablanca centrum                                         |
|  |    |      | Taddart                                                    |
|  |    |      | A3 Marrakech, Agadir                                       |
|  |    |      | Had Soualem                                                |
|  |    |      | Tnine Chtouka                                              |
|  |    |      | Azemmour                                                   |
|  |    |      | El Jadida östra                                            |
|  |    |      | El Jadida södra                                            |
|  |    |      | Jorf Lasfar                                                |
|  |    |      | Sidi Smaïl                                                 |
|  |    |      | Oualidia                                                   |
|  |    |      | Safi norra                                                 |